# Château Guérin
Le château Guérin est un château de la fin du XVIIe siècle situé à Orly, dans le Val-de-Marne. Il tient son nom de celui de son propriétaire de la fin du XIXe siècle, Auguste-Louis Guérin, alors maire d'Orly. Il est situé dans un parc paysager comportant une rivière artificielle, une orangerie une glacière et un belvédère ainsi qu'une maison de gardien. Ce parc est aujourd'hui accessible au public et connu sous le nom de Parc George Méliès.

## Histoire
Les premières traces du château sur les cartes remontent à 1684. A la fin du XIXe siècle, Auguste-Louis Guérin maire d'Orly en est propriétaire et la propriété est dite château Guérin. Par la suite, en 1914, le château est transformé en centre de désintoxication : l'Etablissement médical du docteur Piouffle.
Quelques années plus tard, la propriété est rachetée par la mutuelle du cinéma dans le but d'en faire une maison de retraite. Georges Méliès fut le premier à s'y installer en 1932 et y vécut jusqu'en 1936. De nos jours un buste de Georges Méliès installé dans le parc commémore son passage à Orly.
Depuis le 31 décembre 1946, le château et son parc sont la propriété de la ville d'Orly qui en a fait sa mairie de 1949 à 1996. Il abrite aujourd'hui l'école municipale des arts d'Orly. L'ancien verger situé dans l'angle nord-est du parc a été transformé en stade.
Le parc, ouvert au public, a fait l'objet d'une réhabilitation majeure en 2019.